# DSG2
Le DGS2, ou desmogléine 2, est une desmogléine. Son gène, DGS2, est situe le chromosome 18 humain.

## En médecine
Dans les cardiomyopathies dilatées de l'enfant, la distribution du DSG2 est perturbé au niveau du disque intercalé du myocarde.
Lors d'une dysplasie ventriculaire droite arythmogène, il est retrouvé de manière quasi constante la présence d'anticorps anti-DGS2 et il est possible que cette anomalie immunologique intervienne dans la genèse de la maladie.